# 續旻
續旻，山西翼城人，明朝政治人物。
永樂六年，戊子科山西鄉試中舉。永樂十六年，登進士。